# Palaeeudyptes antarcticus
Palaeeudyptes antarcticus era una specie di pinguino, tipo biologico dell'estinto gene Palaeeudyptes.
Si trattava di una specie di grosse dimensioni. Per quanto la varietà delle dimensioni sia difficilmente stimabile, gli studiosi ritengono che l'altezza di questi uccelli misurasse tra 110 e 140 cm, risultando insieme al congenere Palaeeudyptes marplesi tra le più imponenti specie di pinguini conosciute.